# Штерн, Эрнст Романович
Штерн Эрнст Романович (25 июня 1859, Лифляндская губерния, Российская империя — 27 апреля 1924, Германия) — историк, доктор филологии (1884), профессор классической филологии, декан историко-филологического факультета Новороссийского Императорского университета (ныне — Одесский национальный университет имени И. И. Мечникова).
Эрнст Романович фон Штерн почётный член Одесского общества истории и древностей, действительный член Московского археологического общества, орден Святого Владимира IV степени, Святой Анны II степени, Святого Станислава, памятная медаль о царствовании Александра III, кавалерский крест австрийского ордена Франца-Иосифа.

## Биография
Эрнест Романович фон Штерн родился 25 июня 1859 г. в дворянской семье в имении Зейерс-хоф Лифляндской губернии.
Начальное образование получил в Дерптской гимназии, которую окончил с золотой медалью. Впоследствии слушал курс лекций в Дерптском университете. В 1877-1880 годах в качестве стипендиата Министерства народного образования изучал классические языки, историю и искусство в Российском семинаре по классической филологии при Лейпцигском университете. В 1880-1883 годах по предложению Министерства народного образования был командирован в Дерптский университет для научной подготовки к магистерскому званию. В 1883 году, после публичной защиты диссертации «Катилина и партийная борьба в Риме от 66 до 63 гг.», получил степень магистра классической филологии Дерптского университета и был командирован Министерством за границу для «усовершенствования в науках». По возвращении в 1884 г. защитил диссертацию (о спартанско-фиванском противостоянии в первой половине IV в. до н. э.) и получил степень доктора филологии. Обе диссертации были написаны и защищены на немецком языке.
После защиты докторской диссертации Э. Г. Штерн был назначен на должность приват-доцента Новороссийского университета (ныне — Одесский национальный университет имени И. И. Мечникова) по кафедре классической филологии. Через два года его утверждают в должности экстраординарного, а затем — ординарного профессора. С января 1893 г. Штерн выполняет обязанности секретаря факультета, а с сентября 1905 г. он становится деканом историко-филологического факультета.
После трагической смерти сына (в 1910 г.) Э. Р. Штерн принял приглашение Галле-Виттенбергского университета. В 1911 году он уволился из Новороссийского университета (ныне — Одесский национальный университет имени И. И. Мечникова) и переехал в Германию. Ещё несколько лет перед Первой мировой войной он приезжал в Одессу с целью продолжения раскопок в Березани. Штерна дважды избирали ректором университета в Галле (1921-1922 и 1923-1924 гг.). Умер он 27 апреля 1924 года в Германии.

## Научная деятельность
Большую роль в научной жизни Штерна сыграло Одесское общество истории и древностей, членом которого он был с 1891 года, а с 1896 года стал хранителем (директором) Музея Общества. Благодаря его усилиям музею было передано все здание; экспозиция и фонды были организованы строго по научному принципу, начались публикации античных коллекций (например, в соавторстве с А. М. Деревицкий и А. А. Павловским был издан каталог терракот музея). Э. Р. Штерн проводил интенсивные полевые исследования в Северном Причерноморье, что позволило ему сделать целый ряд выдающихся открытий в истории греческой колонизации. Огромной заслугой Штерна была локализация античной Тиры на месте Акермана (современный Белгород-Днестровский) и проведение первых археологических исследований памятника. С 1904 г. на средства Императорской Археологической Комиссии Штерн начал раскопки древнегреческого поселения на острове Березань. В 1892-1903 гг. им было открыто трипольское поселение Петрены Бельского уезда Бессарабской губернии.
Круг научных интересов Штерна было очень широк. Его перу принадлежат труды по истории Древней Греции и Рима, по проблемам греческой колонизации Северного Причерноморья. Особое место занимают публикации эпиграфических памятников из Ольвии, Керчи, Феодосии. Он первым опубликовал выдающийся Бородинский клад эпохи бронзы. Эрнестом Романовичем было опубликовано более 250 научных работ. Его доклад на археологическом съезде в Риге в 1896 г. помог раскрыть громкую археологическую фальсификацию: приобретенная Лувром золотая корона скифского царя Сайтафарна оказалась подделкой, изготовленной в Одессе ювелиром И. Рухумовским.
Э. Р. Штерн — почетный член Одесского общества истории и древностей, действительный член Московского археологического общества. За свою службу он был награждён орденами св. Владимира IV степени, св. Анны II степени, св. Станислава, памятной медалью в память о царствования Александра III. У него также была и иностранная награда — кавалерский крест австрийского ордена Франца-Иосифа.

### Значение музейной деятельности
Деятельность Е. Г. Штерна поставила на новый уровень музееведение не только в Одессе. С его именем связывается новый этап в археологических исследованиях Северного Причерноморья на рубеже XIX—XX вв. В результате своей плодотворной научной и педагогической деятельности в Новороссийском университете он воспитал немало специалистов — историков и археологов. Его учениками были такие известные учёные как исследователь греческой исторической традиции М. И. Мандес, знаток греческих религиозных представлений и верований Е. Г. Кагаров, прославленный раскопками Ольвии Б. В. Фармаковский и, наконец, непосредственный продолжатель дела М. Ф. Болтенко — исследователь греческого поселения на Березани и открыватель позднего слоя первобытной культуры вблизи Одессы (так называемую Усатовская культура).

### Труды
- Новооткрытая Ольвийская надпись / Э. Р. Штерн // Записки Одесского общества истории и древносейи. — 1893. — Т. 16. — С. 1-42;
- К вопросу о происхождении готското стиля предметов ювелирного искусства / Э. Р. Штерн // Записки Одесского общества истории и древностей. — 1897. — Т. 20. — С. 1-15;
- Sur la fаlsіfіcatіon dеs аntіquіtеs еn Russie / E. R. Shtern // J. d’ Аnthroроlоgіе. — 1899. — № 10. — Р. 122;
- Доисторическая греческая культура на юге России / Э. Р. Штерн // Тр. VIII Археол. съезда в Екатеринославе. — 1905. — Т. 1. — С. 9-52;
- Іе griесhіshе Коlоnіsаtion аm Nоrdеstade dеs Schwаrzеn Мееrеs іm Lichtе archäоlogісher Fоrschung / E. R. Shtern // Кlіо. — 1909. — Вd. 60, № 2. — S. 139—152;
- Несколько бронз из коллекции Одесского музея / Э. Р. Штерн // Записки Одесского общества истории и древностей. — 1911. — Т. 29. — С. 21-44.

## Награды
- Был почетным членом ОТИС,
- действительным членом Московского археологического общества;

за свою службу был награждён орденами
- Св. Владимира IV степени,
- Св. Станислава II степени
- Св. Анны II степени,
- памятной медалью в память царствования Александра III,
- Императорский австрийский орден Франца Иосифа.